# Partisankvinden
Partisankvinden (russisk: Она защищает Родину) er en sovjetisk film fra 1943 af Fridrich Ermler.

## Medvirkende
- Vera Maretskaja som Praskovja Lukjanova
- Nikolaj Bogoljubov som Ivan Lukyanov
- Lidija Smirnova som Fenja
- Pjotr Alejnikov som Senja
- Ivan Pelttser som Stepan Orlov